# أبو عبد الله أحمد الجيهاني
أبو عبد الله أحمد بن محمد الجيهاني كان وزيرًا في الدولة السامانية من 975/6 إلى 977.

## حياته
كان من أسرة الجيهاني، التي قدمت عددًا من المسؤولين إلى السامانيين. وبما أن المصادر تشير إلى هؤلاء الأفراد غالبًا بألقابهم الكنية والنسبة فقط، فإن التفريق بين حياتهم وهوياتهم يعد أمرًا صعبًا.
كان أبو عبد الله ابنًا وحفيدًا لوزيرين: فجده أبو عبد الله محمد بن أحمد الجيهاني ووالده أبو علي محمد بن محمد الجيهاني شغلا منصب الوزارة في عهد الأمير نصر الثاني، الأول بين عامي 914 و922، والثاني بين عامي 937/8 و941/2.
عُيِّن أبو عبد الله وزيرًا في حكم نوح بن منصور الساماني في 975/6، واستمر في منصبه في عهد نوح الثاني حتى نوفمبر/ديسمبر 977، حيث طلب إعفاءه بسبب تقدمه في السن.
وكما هو الحال مع والده، يُقال إن أبا عبد الله كان سنيًّا وتشيع إلى الإسماعيلية أو على الأقل متأثرًا بها. خلفه في المنصب أبو الحسين العتبي.